# Vepřo knedlo zelo

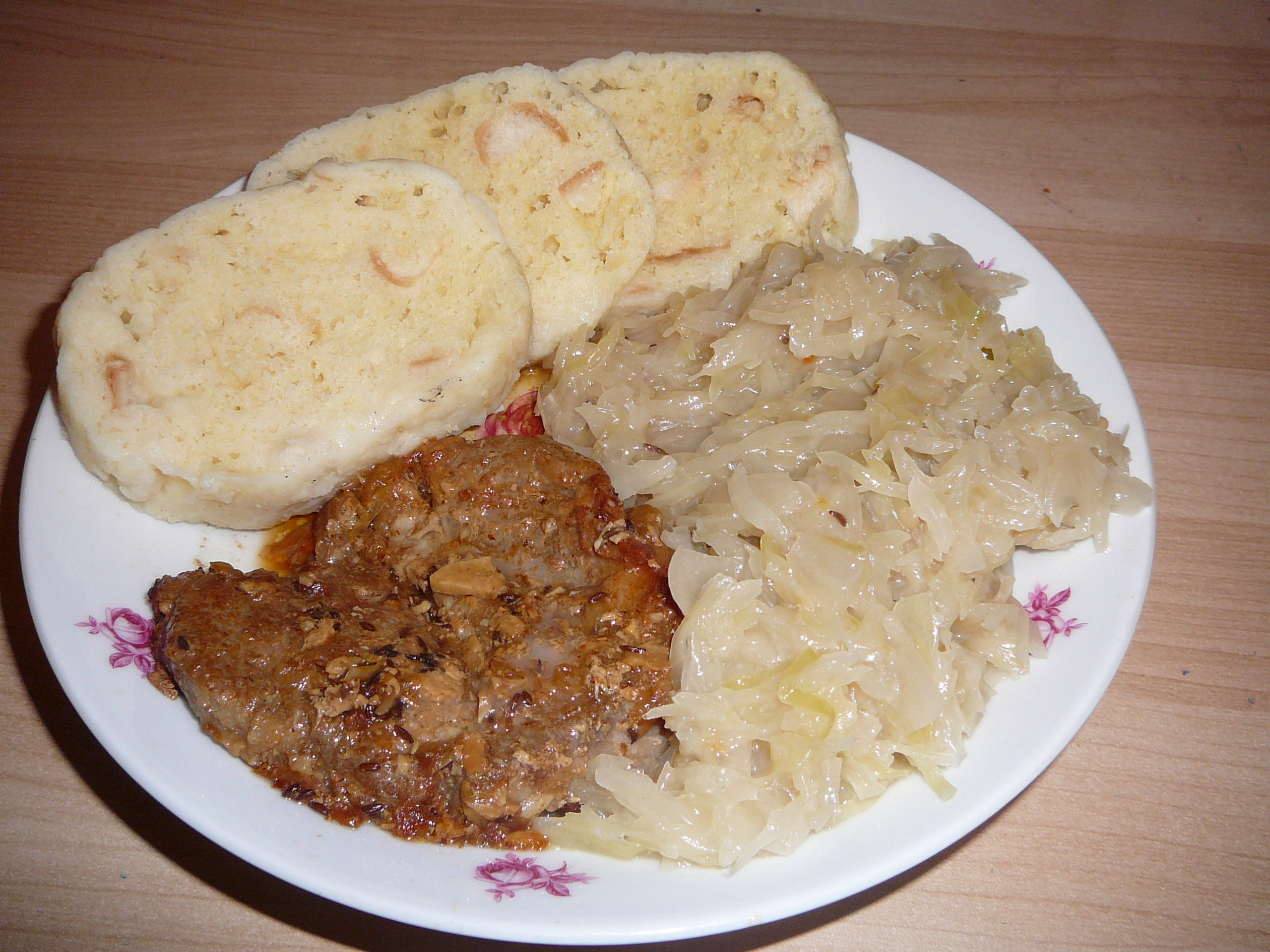
Domowe vepřo knedlo zelo

Vepřo knedlo zelo (także vepřo-knedlo-zelo lub vepřová pečeně s (houskovým) knedlíkem a (dušeným) zelím) – pieczeń wieprzowa z knedlikami bułczanymi i gotowaną kapustą) - jedna z najbardziej charakterystycznych potraw kuchni czeskiej.
Składa się z trzech zasadniczych części, które dawniej były możliwe do uzyskania z własnych zasobów rodzinnego gospodarstwa rolnego:
- pieczeni wieprzowej (vepřo),
- knedli bułczanych (knedlo),
- gotowanej kapusty, zwykle kiszonej (zelo).

Wszystkie trzy części podaje się razem na jednym talerzu i podlewa sosem pieczeniowym. Popija się najczęściej piwem. Podobne danie znane jest też w Bawarii i Austrii.